# Phytomyptera pamirica
Phytomyptera pamirica är en tvåvingeart som först beskrevs av Richter 1977.  Phytomyptera pamirica ingår i släktet Phytomyptera och familjen parasitflugor. Inga underarter finns listade i Catalogue of Life.